# ヘルフォーグBK
ヘルフォーグ・ボルドクラブ（デンマーク語: Herfølge Boldklub）は、デンマークのシェラン地域のヘルフォーグをホームタウンとするサッカークラブ。

## 歴史
ヘルフォーグBKは1921年6月3日に創設された。2000年5月25日、スーペルリーガ初優勝を飾った。2009年2月25日にヘルフォーグBKとキューゲBKは合併で合意し、同年7月1日にHBキューゲが創設された。

## タイトル
- デンマーク・スーペルリーガ：1回
  - 1999-2000

## 欧州の成績
| シーズン | 大会                     | ラウンド  | 対戦相手     | ホーム       | アウェー | 合計 |
| -------- | ------------------------ | --------- | ------------ | ------------ | -------- | ---- |
| 2000-01  | UEFAチャンピオンズリーグ | 予選3回戦 | レンジャーズ | 0-3          | 0-3      | 0-6  |
| 2000-01  | UEFAカップ               | 1回戦     | AIK          | 1-1 (延長戦) | 1-0      | 2-1  |
| 2000-01  | UEFAカップ               | 2回戦     | AEKアテネ    | 2-1          | 0-5      | 2-6  |

## 歴代所属選手
- ヨン・イェンセン 1999-2001
- トーマス・クリスチャンセン 2000
- アラン・ニールセン 2003-2004
- ジャスティス・クリストファー 2006-2007

## 歴代監督
- ヨン・イェンセン 1999-2002
- アラン・ニールセン 2003-2005